# Анабарски рејон
Анабарски Долгано-Евенкијски национални рејон или Анабарски улус (рус. Анаба́рский национа́льный (долга́но-эвенки́йский) район, јакут. Анаабыр улууһа) један је од 34 рејона Републике Јакутије у Руској Федерацији. Налази се на крајњем сјеверозападу Јакутије и граничи се са Тајмирским рејоном, Краснојарске Покрајине на западу, те са Олењочким рејоном на југу и Булунским рејоном на истоку. Анабарски рејон на сјеверу излази на Лаптевско море.
Рејон заузима површину од 55.600 km². Административни центар рејона је село Саскилах (рус. Саскылах). Најважнија ријека рејона је Анабар, а највеће језеро Сапија.
Укупан број становника рејона је 3.682 људи (2010). Становништво чине Јакути, Долгани, Руси, Евенки, те Евени и Украјинци.